# Бринер, Юлий Иванович
Ю́лий Ива́нович Бри́нер (нем. Julius Joseph Bryner; 1849, Ла-Рош — 1920, Владивосток) — владивостокский купец 1-й гильдии, потомственный почётный гражданин (1896). Дед актёра Юла Бриннера.

## Биография
Юлиус Йозеф Бринер родился в 1849 году в общине Ла Рош, расположенной в 30 милях к юго-востоку от Женевы (Швейцария), в семье немцев-лютеран. Детство провёл в общине Мёрикен, кантон Аргау.
Занимался торговлей шёлком в Шанхае. Став совладельцем торговой пароходной компании с филиалами на Дальнем Востоке, Юлий Бринер переезжает во Владивосток.
В 80-х годах XIX века организовывает компанию, с участием английского и немецкого капитала, «Торговый дом Бринер и Ко». В 1890 году Бринер принимает русское подданство. В 1891 году Юлий Бринер вместе с купцом II-ой гильдии Андреем Николаевичем Кузнецовым основал новую компанию «Бринер, Кузнецов и Ко», которая занималась стивидорскими работами в порту, хранением грузов на складах и их отправкой.
Компания «Бринер, Кузнецов и Ко» также занималась земельными операциями во Владивостоке, построив несколько домов, ставших украшением города. Справочник «Весь деловой и торговый Владивосток» за 1924 год сообщал, что Бринеры и компаньоны владели верфью на мысе Чуркин и собственными домами — на ул. Фёдоровской, дома № 3 и 8; на ул. Алеутской, 15 (ныне здание Дальневосточного морского пароходства, построено по проекту архитектора Г. Р. Юнгхенделя); на ул. Светланской, 55/1; на ул. Васильковской, 13, а также домом в пригороде.
В 1908 году Бринер начинает лесоразработки на Сахалине и разработку свинцово-цинковых рудников в Ольгинском уезде, в 1909 г. в результате договора между домом «Бринер и Ко» и германской фирмой «Гирш и сын» создается «Акционерное горнопромышленное общество Тетюхи». Юлий Бринер также являлся учредителем Уссурийского горнопромышленного акционерного общества и членом комитета по учреждению торгово-промышленного банка Сибири. С 1914 года владел Монгугайскими угольными копями на берегу Амурского залива.
Бринер проявил себя как общественный деятель. Например, в 1908 году он был коммерческим агентом Нидерландов, членом Приморского областного статистического комитета, членом совета Владивостокской женской прогимназии, действительным членом Владивостокского общества поощрения изящных искусств, гласным Владивостокской городской думы, членом Техническо-строительной комиссии Владивостокской городской управы, старшиной Биржевого Комитета Владивостокской Биржи. Юлиус также был одним из основателей первой научно-просветительской организации на Дальнем Востоке — «Общества изучения Амурского края», и являлся членом-соревнователем Приморского филиала Русского Географического общества. Он также оказывал финансовую помощь этим организациям: на его деньги организовывались археологические раскопки, заказывались литографии для публикации результатов исследований. При его финансовом участии было организовано строительство здания музея «Общества изучения Амурского края». Юлий Бринер жертвовал и музейные экспонаты, в частности коллекцию минералов и руд.
10 марта 1920 года Юлий Бринер умер и был погребён в фамильном склепе в селе Сидими (ныне Безверхово).

## Память
В честь Юлия Бринера названы северный входной мыс бухты Гека Амурского залива и улица в пригороде Владивостока.

## Семья
У Юлия Ивановича Бринера и его жены Натальи Иосифовны Куркутовой было шестеро детей: Леонид, Борис, Феликс, Мария, Нина, Маргарита. Борис и Феликс учились в Петербурге, где познакомились с сёстрами Благовидовыми, которые стали их жёнами. У Бориса от этого брака было двое детей — Вера и Юлий. Юлий, известный как Юл Бриннер (он добавил вторую букву «н» к фамилии), впоследствии стал звездой американского кинематографа.